# ريك أندريس
ريك أندريس (25 يونيو 1936 - 21 أبريل 2021) ممثل بلجيكي. كان معروفًا بميداس وكيرومار ودي كات وتويس. كان آخر ظهور له في سلسلة ذويس عام 1997.
توفي أندريس في أبريل 2021 عن عمر يناهز 84 عامًا.